# Ločki Vrh (Benedikt)
Ločki Vrh (Duits: Lotschitschberg) is een plaats in Slovenië en maakt deel uit van de gemeente Benedikt in de NUTS-3-regio Podravska. De plaats telde 87 inwoners op 1 januari 2020.